# Pintér József (sakkozó)
Pintér József (Budapest, 1953. november 9. –) magyar sakkozó, nemzetközi nagymester, több, mint 100-szoros válogatott, nyolcszoros sakkolimpikon, sakkolimpiai ezüstérmes, világ- és Európa-bajnoki ezüstérmes, BEK-győztes, kétszeres magyar bajnok, 20-szoros magyar csapatbajnok, U20 junior Európa-bajnoki ezüstérmes, edző, szakíró.

## Pályafutása
1967-ben kezdett el versenyszerűen sakkozni. Az 1970-es, 80-as évek egyik legjobb magyar sakkozója volt. Az 1973/74-es Groningenben rendezett U20 korosztályos junior Európa-bajnokságon holtversenyben az 1-2. helyen végezve ezüstérmet szerzett.
1978-ban és 1979-ben megnyerte a magyar sakkbajnokságot, 1981-ben a 3-4. helyen végzett.
Három alkalommal jutott be a világbajnokjelöltek zónaközi döntőjébe: 1982-ben Las Palmasban a nyolcadik, 1985-ben Taxcóban tizedik, 1987-ben Zágrábban a 8-11. helyet szerezte meg.
A Portisch Lajos ellen 1984-ben nyert játszmája az év legszebb játszmája címet nyerte el, és a 20. század 100 legszebb játszmája közé válogatták.
2016. júniusban az Élő-pontszáma 2531, amellyel az aktív magyar sakkozók ranglistáján a 18. helyen állt. Legmagasabb pontértéke 2595 volt 1998. júliusban, amikor ezzel a pontszámával a világranglista 88-95. helyén állt. A világranglistán a legjobb helyezését 1990. júliusban érte el, amikor a 61. volt.
A Magyar Sakkszövetség elnökségi tagja volt 2005-2008-ig.

### Csapateredményei
1974-ben tagja volt a Főiskolai Világbajnokságon 3. helyezést elért magyar válogatottnak, és ezen a versenyen egyéni eredménye a mezőnyben az 1. volt.
Nyolc olimpián szerepelt a magyar válogatottban, a csapattal 1980-ban ezüstérmet szerzett, 1984-ben egyéniben a mezőny legjobb eredményét érte el. Az 1984-ben és 1986-ban a negyedik, 1982-ben és 1988-ban az ötödik helyezést elért csapatban szerepelt.
Az 1985. évi világbajnokságon a 2. helyezést elért magyar válogatott tagjaként a mezőny legjobb egyéni eredményét érte el.
1980 és 1999 között hat alkalommal szerepelt Európa-bajnokságon a magyar válogatottban. 1980-ban és 1999-ben a csapattal ezüst-, 1983-ban bronzérmet szerzett, 1997-ben a 4. helyen végzett. 1980-ban egyénileg a mezőnyben a 3. legjobb eredményt érte el.
A Bajnokcsapatok Európa Kupájában 1979-1984 között a Budapesti Spartacus csapatával egy első, egy harmadik és egy ötödik helyezést ért el, 1988 és 1999 között a Budapesti Honvéd csapatával két második helyezést szereztek.
A Montpellier csapatával francia kupagyőztes (1989), kétszeres spanyol bajnok a Barcelona UGA csapatával (1983, 1984), horvát kupagyőztes a Djakovo csapatával (1996), belga csapatbajnok a Brédene csapatával (2008)

### Kiemelkedő versenyeredményei
- 1978: 2. helyezés – Pernik
- 1979: 2-4. helyezés – Albena
- 1979: 1. helyezés – Plovdiv
- 1979, 1982 és 1983: 1. helyezés – Róma
- 1984: 3-4 helyezés – Róma
- 1984: 2-3. helyezés – Balatonberény
- 1985: 1. helyezés – Prága (világbajnoki zónaverseny)
- 1985: 1. helyezés – Koppenhága[13]
- 1985: 1-2. helyezés – Szirák[14]
- 1986: 2. helyezés – Szirák
- 1987: 1. helyezés – Varsó
- 1988: 2. helyezés – Dortmund[15]
- 1989: 1. helyezés – Leon
- 1989: 1. helyezés – Budapest
- 1991: 1. helyezés – Be’er Scheva
- 1996: 1. helyezés – Montpellier
- 2000: 1. helyezés – Budapest (világbajnoki zónaverseny)
- 2001: 1. helyezés - Balatonlelle
- 2002: 3-4. helyezés - IV. Európa nagymesterverseny, Illkirch Graffenst (Franciaország)[16]
- 2002: 1-2. helyezés - Interlaken (Svájc)[17]
- 2003: 3. helyezés (holtversenyben) - Lenk (Svájc)[18]
- 2003: 2-3. helyezés - Senden (Németország)[19]
- 2005: 2. helyezés - Balatonlelle[20]
- 2009: 1. helyezés - Baroque Chess Festival, Buchen[21]

## Edzői tevékenysége
2005-2008-ig a magyar férfiválogatott kapitánya. 2006-2012-ig a Maróczy Géza Központi Sakkiskola vezető edzője.

## Megjelent könyvei
- The great book of chess combinations = Grosses Buch der Kombinationen, Kecskemét, Caissa Chess Books, 2012, ISBN 978-963-87928-7-7
- The Semi-Tarrasch defence : a profound analysis of the opening and the middlegame in 64 master games (társszerző: Molnár Zoltán), Kecskemét : Caissa, 2010, ISBN 9789638792822 ISBN 9638792825
- The secrets of the opposite-coloured bishop endings / Vol. 1, (társszerző: Molnár Zoltán), Kecskemét : Caissa, 2010, ISBN 9789638792839 ISBN 9638792833
- Special endings 1-2., Kecskemét, Caissa Chess Books, 2009
- 1000 kombináció, Magyar Sakkvilág 2008, ISBN 9789639750128
- 1000 vezérvégjáték, Magyar Sakkvilág 2007, ISBN 9789639750111
- 1000 könnyűtiszt végjáték, Caissa Hungary, 2007, ISBN 9789639750081
- 1000 bástyavégjáték, Magyar Sakkvilág, 2007, ISBN 9789639750128
- 1000 gyalogvégjáték, Magyar Sakkvilág, 2006, ISBN 9638717009 ISBN 9789638717009
- 300 fejtörő, Magyar Sakkvilág, 2006, ISBN 963-87013-0-7
- A sakktaktika titkai I, II, III, IV – (társszerző: Pongó István), (Magyar Sakkpartner Kiadó, 2002) ISBN 9789632060958 ISBN 9632060946; ISBN 9632060989